# Dennis Feldman
Pour les articles homonymes, voir Feldman.
Dennis Jeffrey Feldman (né en 1946) est un scénariste, producteur et réalisateur américain.

## Biographie

### Jeunesse et carrière de photographe
Feldman est le fils de Phil Feldman, un avocat qui est devenu producteur et dirigeant hollywoodien. Il a trois frères, Ken, Gary et Randy. Dennis a même travaillé sur le film le plus connu de son père, La Horde sauvage  (1969) de Sam Peckinpah, avec une petite apparition sur la séquence d'ouverture de la ville du Texas.
Il sort diplômé de l'université Harvard, où il s'est intéressé à la photographie et au design, en partie en raison de son éducation proche de l'industrie cinématographique. Il a travaillé un certain temps comme photographe documentaire, puis a étudié le graphisme à la Yale School of Art et à la Yale School of Architecture (en). Il enseigne ensuite la photographie pendant dix ans au City College of San Francisco, à l'université de Boston et à UCLA,. Il publie deux livres de photographie : 'American Images (1977) et Hollywood Boulevard, 1969-1972 (2015), qu'il a décrit comme « une version des années 70 de ce que Robert Frank et Walker Evans ont fait dans les années 50 », enregistrant les personnes qui se promenaient sur Hollywood Boulevard - que Feldman visitait fréquemment car sa femme y avait un magasin.

### Cinéma
Dennis Feldman décide de poursuivre sa carrière au cinéma. Avec son frère Randy, il officie comme script doctor. Son premier crédit officiel comme scénariste est la comédie teen movie Fille ou garçon de Lisa Gottlieb, sorti en 1985. Le scénario est coécrit par Jeff Franklin.
Il signe ensuite un scénario qui suscite une guerre aux enchères entre les grands studios, finalement remportée par Paramount Pictures. Dennis Feldman reçoit environ 330 000 $ d'avance pour son scénario et se voit offrir la possibilité de réaliser le film. Le studio engagera finalement Michael Ritchie comme réalisateur. Le scénario s'intitulait initialement The Rose of Tibet et était présenté comme « un film de Raymond Chandler avec des éléments surnaturels ». Le projet deviendra finalement une comédie avec Eddie Murphy, Golden Child : L'Enfant sacré du Tibet, sortie en 1986. Dennis Feldman fait finalement ses débuts de réalisateur avec Real Men, qui sort l'année suivante (1987). Il officie ensuite comme coproducteur sur le film Dead Again (1991) de Kenneth Branagh.
En 1995 sort le film La Mutante, réalisé par Roger Donaldson. Il s'agit d'un projet de longue date qu'il avait imaginé en développant Real Men. Alors qu'il imagine une intrigue d'invasion extraterrestre, il découvre un article d'Arthur C. Clarke sur les chances insurmontables qu'un vaisseau extraterrestre puisse localiser et visiter la Terre en raison de trop grandes distances stellaires. Il se dit alors qu'il est « peu sophistiqué pour une culture extraterrestre de venir ici dans ce qu'il décrirait comme une grande boîte de conserve. » Il imagine alors l'idée que le contact extraterrestre passerait par l'information. Il s'inspire en partie du message d'Arecibo de 1974, qu'il juge comme imprudent, car il contenait des informations à des prédateurs potentiels de l'espace. Le scénario évoluera au fil des réécritures. Pour peaufiner son sujet, il participe à des séances au Centre pour l'étude de l'évolution et de l'origine de la vie (CSEOL) de l'UCLA et à des discussions avec des scientifiques du SETI et la visite du Salk Institute for Biological Studies pour discuter avec des chercheurs travaillant sur le projet Génome humain. Alors intitulé The Message, le scénario est proposé à plusieurs studios, qui le rejettent tous. Quelques années plus tard, le projet se concrétisera avec l'aide du producteur Frank Mancuso Jr.. Sorti à l'été 1995, le film met en scène Ben Kingsley, Michael Madsen, Alfred Molina, Forest Whitaker, Marg Helgenberger et Natasha Henstridge. Cette dernière, qui tient ici son premier rôle, incarne Sil, une hybride humaine-extraterrestre qui s'est échappé d'un laboratoire du gouvernement. Responsable de cette opération, Xavier Fitch engage tout une équipe pour la retrouver : le mercenaire Preston Lennox, le médium « empathique » Dan Smithson, la biologiste moléculaire Laura Baker et l'anthropologue Stephen Arden. Ils la retrouvent quelques jours plus tard, devenue une jeune femme d'une grande beauté à Los Angeles et mettent au jour avec horreur ses intentions : s'accoupler avec des hommes qui ne se doutent de rien et engendrer ainsi sa progéniture pour détruire l'Humanité. Malgré des critiques presse globalement négatives, le film est un succès avec plus de 113 millions de dollars au box-office mondial. Dennis Feldman participe par ailleurs à la série de comics inspirée du film et éditée par Dark Horse Comics. Il aide aussi Yvonne Navarro (en) à écrire la novélisation de son scénario. Il participera, uniquement comme producteur délégué, à La Mutante 2 de Peter Medak (1998), mais ne sera pas impliqué dans les deux autres suites.
Son dernier crédit de scénariste est le film  Virus de John Bruno, sorti en 1999 et inspiré du comics Chuck Pfarrer.
De 1998 à 2003, il fait partie du board de la Writers Guild of America West (en), au sein du Screenwriters Council, Public Presence Subcommittee. Il dirige par ailleurs le comité des WGAW Awards et des Writers Guild of America Awardss.

## Filmographie
Sauf indication contraire, les informations mentionnées dans cette section peuvent être confirmées par la base de données cinématographiques IMDb,  présente dans la section « Liens externes ».

### Scénariste
- 1985 : Fille ou garçon (Just One of the Guys) de Lisa Gottlieb
- 1986 : Golden Child : L'Enfant sacré du Tibet (Golden Child) de Michael Ritchie
- 1987 : Real Men de lui-même
- 1995 : La Mutante (Species) de Roger Donaldson
- 1999 : Virus de John Bruno

### Producteur
- 1985 : Fille ou garçon (Just One of the Guys) de Lisa Gottlieb (coproducteur)
- 1986 : Golden Child : L'Enfant sacré du Tibet (Golden Child) de Michael Ritchie (coproducteur)
- 1991 : Dead Again de Kenneth Branagh (coproducteur)
- 1995 : La Mutante (Species) de Roger Donaldson
- 1998 : La Mutante 2 (Species II) de Peter Medak (producteur délégué)

### Réalisateur
- 1987 : Real Men

### Acteur
- 1969 : La Horde sauvage (Wild Bunch) de Sam Peckinpah : un homme en ville (caméo)
- 2017 : Broken Chains de Shannon Brown : le patron du club